# Società Sportiva Calcio Napoli 2003-2004
Questa voce raccoglie le informazioni riguardanti la Società Sportiva Calcio Napoli nelle competizioni ufficiali della stagione 2003-2004.

## Stagione
Nella stagione 2003-2004 il Napoli in campionato la squadra ha terminato il torneo cadetto al 14º posto, mentre in Coppa Italia è stata eliminata nella fase a gironi, disputando una sola partita a Salerno (0-0), poi per protesta contro l'allargamento dei quadri della Serie B, la squadra partenopea non è più scesa in campo. Da segnalare che in campionato a seguito degli incidenti scoppiati tra tifosi napoletani e forze dell'ordine nel derby campano con l'Avellino, giocata il 20 settembre, e che ha provocato ingenti danni allo stadio Partenio e purtroppo causato la morte del giovane tifoso azzurro Sergio Ercolano, oltre a centinaia di contusi e trenta feriti tra poliziotti e carabinieri. Per questi incidenti gravissimi, il Napoli è stato sanzionato con sei turni da disputare a porte chiuse (ridotti poi a cinque), e dovette giocarli sul campo neutro di Campobasso.
Terminata la stagione, il 2 agosto 2004 la settima sezione del Tribunale fallimentare di Napoli ha decretato il fallimento della Società sportiva Calcio Napoli, nominando l'avvocato Gennaro Stradolini come curatore fallimentare. Nella stagione 2004-2005 è stata la nuova società Napoli Soccer di Aurelio De Laurentiis a ereditarne la tradizione sportiva, iscrivendosi al campionato di Serie C1.

## Divise e sponsor[2]
Lo sponsor tecnico è Legea, lo sponsor principale è Russo Cicciano.
| Manica sinistra · Manica sinistra · Maglietta · Maglietta · Manica destra · Manica destra · Pantaloncini · Calzettoni | Manica sinistra · Manica sinistra · Maglietta · Maglietta · Manica destra · Manica destra · Pantaloncini · Calzettoni | Manica sinistra · Manica sinistra · Maglietta · Maglietta · Manica destra · Manica destra · Pantaloncini · Calzettoni |

## Organigramma societario
Area direttiva
- Presidente: Salvatore Naldi
- Vice presidente: Bruno Matera
- Amministratore delegato: Luigi Albisinni
- Amministratore:
- Direttore generale: Nicola De Leva

Area organizzativa
- Segretario generale: Alberto Vallefuoco
- Team manager:

Area comunicazione
- Responsabile: Carlo Iuliano
- Ufficio stampa: Gianluca Vigliotti

Area marketing
- Ufficio marketing:

Area tecnica
- Direttore sportivo: Giorgio Perinetti
- Allenatore: Andrea Agostinelli fino al 9/11/2003, poi Gigi Simoni
- Allenatore in seconda: Angelo Alessio fino al 9/11/2003, poi Fulvio Pea
- Preparatore atletico: Eugenio Albarella fino al 9/11/2003, poi Carlo Tebi
- Preparatore dei portieri: Giorgio Rocca fino al 9/11/2003, poi Massimo Assante

Area sanitaria
- Responsabile: Aristide Matera
- Medici sociali: Pasquale Russo fino al 9/11/2003, poi Ciro Mauro e Diego Campolongo
- Massaggiatori: Salvatore Carmando e Antonio Bellofiore

## Rosa
| N. |                       | Ruolo | Calciatore                     |
| -- | --------------------- | ----- | ------------------------------ |
| 1  | Italia (bandiera)     | P     | Emanuele Manitta               |
| 2  | Marocco (bandiera)    | D     | Abdelilah Saber                |
| 2  | Italia (bandiera)     | D     | Alessandro Del Grosso          |
| 3  | Italia (bandiera)     | D     | Marco Zamboni                  |
| 4  | Portogallo (bandiera) | C     | José Luís Vidigal              |
| 5  | Italia (bandiera)     | D     | Vittorio Tosto                 |
| 6  | Italia (bandiera)     | D     | Sean Sogliano                  |
| 6  | Serbia (bandiera)     | C     | Marko Perović                  |
| 7  | Svizzera (bandiera)   | A     | David Sesa                     |
| 8  | Italia (bandiera)     | C     | Dario Marcolin (capitano)      |
| 9  | Italia (bandiera)     | A     | Gianluca Savoldi               |
| 11 | Brasile (bandiera)    | C     | Fábio César Montezine          |
| 12 | Italia (bandiera)     | P     | Andrea Argentati               |
| 13 | Croazia (bandiera)    | D     | Mario Cvitanović               |
| 14 | Italia (bandiera)     | C     | Renato Olive                   |
| 16 | Italia (bandiera)     | A     | Davide Dionigi (vice capitano) |
| 17 | Italia (bandiera)     | C     | Vincenzo Platone               |
| 18 | Italia (bandiera)     | A     | Antonio Floro Flores           |
| 18 | Italia (bandiera)     | A     | Nunzio Di Roberto              |
| 19 | Italia (bandiera)     | C     | Rubens Pasino                  |
| 20 | Italia (bandiera)     | C     | Nicola Zanini                  |
| 21 | Australia (bandiera)  | A     | Massimiliano Vieri             |
| 22 | Italia (bandiera)     | D     | Marco Quadrini                 |
| 23 | Italia (bandiera)     | C     | Andrea Bernini                 |

| N. |                     | Ruolo | Calciatore           |
| -- | ------------------- | ----- | -------------------- |
| 24 | Italia (bandiera)   | C     | Cataldo Montesanto   |
| 25 | Italia (bandiera)   | D     | Luigi Piccirillo     |
| 26 | Italia (bandiera)   | A     | Raffaele Pianese     |
| 27 | Italia (bandiera)   | P     | Pierluigi Brivio     |
| 30 | Italia (bandiera)   | D     | Mariano Stendardo    |
| 31 | Italia (bandiera)   | C     | Francesco Montervino |
| 31 | Italia (bandiera)   | D     | Gaetano Avolio       |
| 36 | Italia (bandiera)   | D     | Michele Iorio        |
| 40 | Italia (bandiera)   | D     | Massimo Carrera      |
| 41 | Italia (bandiera)   | D     | Nicola Stroffolino   |
| 42 | Italia (bandiera)   | A     | Pasquale Iadaresta   |
| 49 | Italia (bandiera)   | C     | Francesco Rega       |
| 53 | Italia (bandiera)   | C     | Giuseppe Vitagliano  |
| 64 | Italia (bandiera)   | C     | Marcello D'Angelo    |
| 65 | Italia (bandiera)   | C     | Gennaro Esposito     |
| 76 | Italia (bandiera)   | C     | Domenico Cristiano   |
| 77 | Colombia (bandiera) | D     | Gonzalo Martínez     |
| 85 | Italia (bandiera)   | C     | Raffaele Corsale     |
| 86 | Italia (bandiera)   | P     | Giulio Coppola       |
| 87 | Italia (bandiera)   | P     | Raffaele Sorriso     |
| 90 | Italia (bandiera)   | D     | Daniele Portanova    |
| 91 | Italia (bandiera)   | D     | Mauro Bonomi         |
| 97 | Italia (bandiera)   | C     | Gennaro Sileno       |

La FIGC sciolse la squadra a fine stagione.

## Calciomercato

### Sessione estiva
| Acquisti | Acquisti           | Acquisti         | Acquisti                      |
| R.       | Nome               | da               | Modalità                      |
| -------- | ------------------ | ---------------- | ----------------------------- |
| P        | Andrea Argentati   | Vigor Senigallia |                               |
| P        | Pierluigi Brivio   | Genoa            | definitivo                    |
| D        | Massimo Carrera    | Atalanta         | definitivo                    |
| D        | Mario Cvitanović   | Genoa            | definitivo                    |
| D        | Daniele Portanova  | Messina          | definitivo                    |
| D        | Sean Sogliano      | Perugia          | definitivo                    |
| D        | Vittorio Tosto     | Piacenza         | definitivo                    |
| D        | Marco Zamboni      | Udinese          | definitivo                    |
| C        | Andrea Bernini     | Sampdoria        | definitivo                    |
| C        | Cataldo Montesanto | Ascoli           | definitivo                    |
| C        | Renato Olive       | Bologna          | definitivo                    |
| C        | Nicola Zanini      | Como             | definitivo                    |
| A        | Gianluca Savoldi   | Reggina          | definitivo                    |
| A        | Massimiliano Vieri | Juventus         | risoluzione compartecipazione |

| Cessioni | Cessioni              | Cessioni         | Cessioni   |
| R.       | Nome                  | a                | Modalità   |
| -------- | --------------------- | ---------------- | ---------- |
| P        | Raffaele Gragnaniello | Giugliano        |            |
| P        | Francesco Mancini     | Pisa             |            |
| D        | Francesco Baldini     | Genoa            | definitivo |
| D        | Antonio Bocchetti     | Piacenza         | definitivo |
| D        | Maurizio D'Angelo     | Chievo           |            |
| D        | Abdelilah Saber       | Torino           |            |
| D        | Alberto Savino        | Ternana          |            |
| D        | Mariano Stendardo     | Taranto          |            |
| D        | Emanuele Troise       | Bologna          |            |
| D        | Matteo Villa          | Genoa            |            |
| C        | Gonzalo Martínez      | Udinese          |            |
| A        | Carlos Pavón          | Monarcas Morelia |            |
| A        | Roberto Stellone      | Reggina          |            |

### Sessione invernale
| Acquisti | Acquisti              | Acquisti | Acquisti |
| R.       | Nome                  | da       | Modalità |
| -------- | --------------------- | -------- | -------- |
| D        | Alessandro Del Grosso | Catania  |          |
| C        | Gonzalo Martínez      | Udinese  |          |
| C        | Marko Perović         | Ancona   |          |

| Cessioni | Cessioni             | Cessioni  | Cessioni |
| R.       | Nome                 | a         | Modalità |
| -------- | -------------------- | --------- | -------- |
| D        | Massimo Russo        | Giugliano |          |
| D        | Sean Sogliano        | Ancona    |          |
| C        | Francesco Montervino | Catania   |          |
| C        | Vincenzo Platone     | Teramo    |          |
| A        | Antonio Floro Flores | Sampdoria |          |

## Risultati

### Serie B

#### Girone di andata
| Arbitro: | Pieri (Genova) |

|                   |           |           |
| Myrtaj 66’ (rig.) | Marcatori | 89’ Tosto |

| Arbitro: | Racalbuto (Gallarate) |

|  |           |             |
|  | Marcatori | 78’ Bressan |

| Arbitro: | Palanca (Roma 1) |

|                  |           |             |
| Sullo 88’ (rig.) | Marcatori | 69’ Zamboni |

| Arbitro: | Gabriele (Frosinone) |

|                    |           |            |
| Dionigi 14’ (rig.) | Marcatori | 42’ Riccio |

| Avellino 20 settembre 2003, ore CEST 5ª giornata | Avellino       | 3 – 0 (a tavolino) | Napoli | Stadio Partenio\| Arbitro: \| Palanca (Roma) \| |
| Arbitro:                                         | Palanca (Roma) |                    |        |                                                 |

| Arbitro: | De Marco (Chiavari) |

|                    |           |                       |
| Savoldi 57’ (rig.) | Marcatori | 50’ (rig.) G. Fontana |

| Trieste 4 ottobre 2003, ore CEST 7ª giornata | Triestina        | 0 – 0 referto | Napoli | Stadio Nereo Rocco (10 356 spett.)\| Arbitro: \| Nucini (Bergamo) \| |
| Arbitro:                                     | Nucini (Bergamo) |               |        |                                                                      |

| Campobasso 12 ottobre 2003, ore CEST 8ª giornata | Napoli            | 0 – 0 referto | Livorno | Stadio Nuovo Romagnoli (0 spett.)\| Arbitro: \| Trefoloni (Siena) \| |
| Arbitro:                                         | Trefoloni (Siena) |               |         |                                                                      |

| Arbitro: | Bertini (Arezzo) |

|  |           |            |
|  | Marcatori | 61’ Zanini |

| Arbitro: | Bergonzi (Genova) |

|                    |           |             |
| Zamboni 60’ (rig.) | Marcatori | 8’ Moscardi |

| Arbitro: | Bertini (Arezzo) |

|                         |           |                   |
| Dionigi 6’ M. Vieri 60’ | Marcatori | 11’, 21’ Ferrante |

| Arbitro: | De Marco (Chiavari) |

|           |           |            |
| Loria 81’ | Marcatori | 11’ Pasino |

| Campobasso 9 novembre 2003, ore CET 13ª giornata | Napoli           | 0 – 0 referto | Salernitana | Stadio Nuovo Romagnoli (0 spett.)\| Arbitro: \| Palanca (Roma 1) \| |
| Arbitro:                                         | Palanca (Roma 1) |               |             |                                                                     |

| Arbitro: | Racalbuto (Gallarate) |

|                                   |           |  |
| Ferri 27’ Toni 37’, 60’ Zauli 48’ | Marcatori |  |

| Arbitro: | Rizzoli (Bologna) |

|                  |           |                       |
| M. Vieri 7’, 61’ | Marcatori | 65’ (rig.) Borgobello |

| Bergamo 23 novembre 2003, ore CET 16ª giornata | Atalanta         | 0 – 0 referto | Napoli | Stadio Atleti Azzurri d'Italia (11 488 spett.)\| Arbitro: \| Paparesta (Bari) \| |
| Arbitro:                                       | Paparesta (Bari) |               |        |                                                                                  |

| Arbitro: | Bergonzi (Genova) |

|                  |           |  |
| Floro Flores 58’ | Marcatori |  |

| Venezia 7 dicembre 2003, ore CET 18ª giornata | Venezia             | 0 – 0 referto | Napoli | Stadio Pierluigi Penzo (4 233 spett.)\| Arbitro: \| Tagliavento (Terni) \| |
| Arbitro:                                      | Tagliavento (Terni) |               |        |                                                                            |

| Arbitro: | Cruciani (Pesaro) |

|              |           |  |
| Oliveira 51’ | Marcatori |  |

| Arbitro: | Dondarini (Finale Emilia) |

|                        |           |                                 |
| Zanini 77’ Tosto 90+1’ | Marcatori | 59’ (rig.) Riganò 83’ Graffiedi |

| Bari 6 gennaio 2004, ore CET 21ª giornata | Bari             | 0 – 0 referto | Napoli | Stadio San Nicola (5 008 spett.)\| Arbitro: \| Rocchi (Firenze) \| |
| Arbitro:                                  | Rocchi (Firenze) |               |        |                                                                    |

| Napoli 11 gennaio 2004, ore CET 22ª giornata | Napoli            | 0 – 0 referto | Genoa | Stadio San Paolo (17 253 spett.)\| Arbitro: \| Saccani (Mantova) \| |
| Arbitro:                                     | Saccani (Mantova) |               |       |                                                                     |

| Arbitro: | Preschern (Mestre) |

|                |           |  |
| Possanzini 53’ | Marcatori |  |

#### Girone di ritorno
| Arbitro: | Brighi (Cesena) |

|                  |           |                          |
| Perović 26’, 38’ | Marcatori | 7’ Salvetti 67’ Adaílton |

| Arbitro: | Rizzoli (Bologna) |

|                     |           |  |
| Carparelli 61’, 80’ | Marcatori |  |

| Arbitro: | Tombolini (Ancona) |

|             |           |  |
| Zamboni 71’ | Marcatori |  |

| Arbitro: | Rizzoli (Bologna) |

|                                 |           |                           |
| Beghetto 45+2’ (rig.) Cacia 79’ | Marcatori | 42’, 71’ Tosto 86’ Zanini |

| Arbitro: | Dondarini (Finale Emilia) |

|             |           |  |
| Savoldi 52’ | Marcatori |  |

| Arbitro: | Pellegrino (Barcellona Pozzo di Gotto) |

|                 |           |                |
| Di Venanzio 62’ | Marcatori | 72’ Del Grosso |

| Napoli 4 marzo 2004, ore CET 30ª giornata | Napoli             | 0 – 0 referto | Triestina | Stadio San Paolo (24 394 spett.)\| Arbitro: \| Tombolini (Ancona) \| |
| Arbitro:                                  | Tombolini (Ancona) |               |           |                                                                      |

| Arbitro: | Paparesta (Bari) |

|                      |           |  |
| Protti 23’, 36’, 86’ | Marcatori |  |

| Arbitro: | Cruciani (Pesaro) |

|            |           |  |
| Dionigi 5’ | Marcatori |  |

| Arbitro: | Racalbuto (Gallarate) |

|               |           |  |
| Tamburini 79’ | Marcatori |  |

| Arbitro: | Preschern (Mestre) |

|                |           |                          |
| Conticchio 68’ | Marcatori | 45’ Dionigi 87’ M. Vieri |

| Arbitro: | Cassarà (Palermo) |

|             |           |  |
| Dionigi 72’ | Marcatori |  |

| Salerno 4 aprile 2004, ore CEST 36ª giornata | Salernitana       | 0 – 0 referto | Napoli | Stadio Arechi (15 697 spett.)\| Arbitro: \| Cassarà (Palermo) \| |
| Arbitro:                                     | Cassarà (Palermo) |               |        |                                                                  |

| Arbitro: | Rodomonti (Roma) |

|             |           |                 |
| Dionigi 28’ | Marcatori | 40’ A.Filippini |

| Terni 17 aprile 2004, ore CEST 38ª giornata | Ternana                     | 0 – 0 referto | Napoli | Stadio Libero Liberati (7 234 spett.)\| Arbitro: \| Girardi (San Donà di Piave) \| |
| Arbitro:                                    | Girardi (San Donà di Piave) |               |        |                                                                                    |

| Napoli 24 aprile 2004, ore CEST 39ª giornata | Napoli          | 0 – 0 referto | Atalanta | Stadio San Paolo (16 642 spett.)\| Arbitro: \| Brighi (Cesena) \| |
| Arbitro:                                     | Brighi (Cesena) |               |          |                                                                   |

| Arbitro: | Romeo (Verona) |

|              |           |                      |
| D. Russo 78’ | Marcatori | 32’ Zanini 65’ Tosto |

| Arbitro: | Cassarà (Palermo) |

|             |           |                   |
| Dionigi 54’ | Marcatori | 4’ (aut.) Carrera |

| Arbitro: | Romeo (Verona) |

|                          |           |                               |
| Perović 52’ M. Vieri 82’ | Marcatori | 27’ Terra 37’, 50’ Berrettoni |

| Arbitro: | Rosetti (Torino) |

|                             |           |             |
| Fontana 49’ Delli Carri 87’ | Marcatori | 26’ Dionigi |

| Napoli 29 maggio 2004, ore CEST 44ª giornata | Napoli             | 0 – 0 referto | Bari | Stadio San Paolo (12 563 spett.)\| Arbitro: \| Preschern (Mestre) \| |
| Arbitro:                                     | Preschern (Mestre) |               |      |                                                                      |

| Arbitro: | Castellani (Verona) |

|                                  |           |                               |
| Bjelanović 48’ Grieco 81’ (rig.) | Marcatori | 49’ (rig.) Zanini 75’ Bernini |

| Napoli 12 giugno 2004, ore CEST 46ª giornata | Napoli         | 0 – 0 referto | AlbinoLeffe | Stadio San Paolo (10 605 spett.)\| Arbitro: \| Romeo (Verona) \| |
| Arbitro:                                     | Romeo (Verona) |               |             |                                                                  |

### Coppa Italia

#### Fase a gironi
| Salerno 17 agosto 2003, ore CEST Gara 1 | Salernitana      | 0 – 0 | Napoli | Stadio Arechi\| Arbitro: \| De Santis (Roma) \| |
| Arbitro:                                | De Santis (Roma) |       |        |                                                 |

| Napoli 24 agosto 2003, ore CEST Gara 2 | Napoli | – Non disputata Data persa a tavolino a entrambe | Messina | Stadio San Paolo (0 spett.) |

| Pescara 3 settembre 2003, ore CEST Gara 3 | Pescara | 0 – 3 Non disputata A tavolino per forfait del Pescara | Napoli | Stadio Adriatico (0 spett.) |

## Statistiche

### Statistiche di squadra
| Competizione | Punti | In casa | In casa | In casa | In casa | In casa | In casa | In trasferta | In trasferta | In trasferta | In trasferta | In trasferta | In trasferta | Totale | Totale | Totale | Totale | Totale | Totale | DR |
| Competizione | Punti | G       | V       | N       | P       | Gf      | Gs      | G            | V            | N            | P            | Gf           | Gs           | G      | V      | N      | P      | Gf     | Gs     | DR |
| ------------ | ----- | ------- | ------- | ------- | ------- | ------- | ------- | ------------ | ------------ | ------------ | ------------ | ------------ | ------------ | ------ | ------ | ------ | ------ | ------ | ------ | -- |
| Serie B      | 56    | 23      | 6       | 15      | 2       | 20      | 16      | 23           | 4            | 11           | 8            | 15           | 27           | 46     | 10     | 26     | 10     | 35     | 43     | -8 |
| Coppa Italia | 3     | 1       | 0       | 0       | 1       | 0       | 3       | 2            | 1            | 1            | 0            | 3            | 0            | 3      | 1      | 1      | 1      | 3      | 3      | 0  |
| Totale       | 59    | 24      | 6       | 15      | 3       | 20      | 19      | 25           | 5            | 12           | 8            | 18           | 27           | 49     | 11     | 27     | 11     | 38     | 46     | -8 |

### Andamento in campionato
| Giornata  | 1  | 2  | 3  | 4  | 5  | 6  | 7  | 8  | 9  | 10 | 11 | 12 | 13 | 14 | 15 | 16 | 17 | 18 | 19 | 20 | 21 | 22 | 23 | 24 | 25 | 26 | 27 | 28 | 29 | 30 | 31 | 32 | 33 | 34 | 35 | 36 | 37 | 38 | 39 | 40 | 41 | 42 | 43 | 44 | 45 | 46 |
| --------- | -- | -- | -- | -- | -- | -- | -- | -- | -- | -- | -- | -- | -- | -- | -- | -- | -- | -- | -- | -- | -- | -- | -- | -- | -- | -- | -- | -- | -- | -- | -- | -- | -- | -- | -- | -- | -- | -- | -- | -- | -- | -- | -- | -- | -- | -- |
| Luogo     | T  | C  | T  | C  | T  | C  | T  | C  | T  | C  | C  | T  | C  | T  | C  | T  | C  | T  | T  | C  | T  | C  | T  | C  | T  | C  | T  | C  | T  | C  | T  | C  | T  | T  | C  | T  | C  | T  | C  | T  | C  | C  | T  | C  | T  | C  |
| Risultato | N  | P  | N  | N  | P  | N  | N  | N  | V  | N  | N  | N  | N  | P  | V  | N  | V  | N  | P  | N  | N  | N  | P  | N  | P  | V  | V  | V  | N  | N  | P  | V  | P  | V  | V  | N  | N  | N  | N  | V  | N  | P  | P  | N  | N  | N  |
| Posizione | 21 | 23 | 20 | 19 | 21 | 18 | 19 | 21 | 19 | 19 | 20 | 19 | 20 | 21 | 20 | 20 | 16 | 16 | 16 | 17 | 18 | 17 | 19 | 19 | 21 | 19 | 17 | 16 | 17 | 16 | 18 | 13 | 14 | 13 | 13 | 13 | 13 | 13 | 13 | 13 | 13 | 15 | 15 | 15 | 14 | 14 |

Legenda:

Luogo: C = Casa; T = Trasferta. Risultato: V = Vittoria; N = Pareggio; P = Sconfitta.

### Statistiche dei giocatori
| Giocatore       | Campionato | Campionato | Campionato  | Campionato | Coppa    | Coppa | Coppa       | Coppa      | Totale   | Totale | Totale      | Totale     |
| Giocatore       | Presenze   | Reti       | Ammonizioni | Espulsioni | Presenze | Reti  | Ammonizioni | Espulsioni | Presenze | Reti   | Ammonizioni | Espulsioni |
| --------------- | ---------- | ---------- | ----------- | ---------- | -------- | ----- | ----------- | ---------- | -------- | ------ | ----------- | ---------- |
| A. Bernini      | 32         | 1          | 10          | 0          | 1        | 0     | 0           | 0          | 33       | 1      | 10          | 0          |
| M. Bonomi       | 30         | 0          | 7           | 0          | 1        | 0     | 0           | 0          | 31       | 0      | 7           | 0          |
| P. Brivio       | 5          | 0          | 0           | 0          | 0        | 0     | 0           | 0          | 5        | 0      | 0           | 0          |
| M. Carrera      | 26         | 0          | 2           | 0          | 0        | 0     | 0           | 0          | 26       | 0      | 2           | 0          |
| M. Cvitanović   | 9          | 0          | 0           | 0          | 0        | 0     | 0           | 0          | 9        | 0      | 0           | 0          |
| M. D'Angelo     | 1          | 0          | 0           | 0          | 0        | 0     | 0           | 0          | 1        | 0      | 0           | 0          |
| A. Del Grosso   | 19         | 1          | 2           | 0          | 0        | 0     | 0           | 0          | 19       | 1      | 2           | 0          |
| D. Dionigi      | 32         | 8          | 8           | 0          | 1        | 0     | 0           | 0          | 33       | 8      | 8           | 0          |
| N. Di Roberto   | 2          | 0          | 0           | 0          | 0        | 0     | 0           | 0          | 2        | 0      | 0           | 0          |
| G. Esposito     | 5          | 0          | 1           | 0          | 0        | 0     | 0           | 0          | 5        | 0      | 1           | 0          |
| A. Floro Flores | 14         | 1          | 0           | 0          | 1        | 0     | 0           | 0          | 15       | 1      | 0           | 0          |
| E. Manitta      | 41         | 0          | 1           | 0          | 1        | 0     | 0           | 0          | 42       | 0      | 1           | 0          |
| D. Marcolin     | 28         | 0          | 7           | 1          | 0        | 0     | 0           | 0          | 28       | 0      | 7           | 1          |
| G. Martinez     | 12         | 0          | 0           | 0          | 0        | 0     | 0           | 0          | 12       | 0      | 0           | 0          |
| F. Montervino   | 20         | 0          | 1           | 0          | 1        | 0     | 0           | 0          | 21       | 0      | 1           | 0          |
| C. Montesanto   | 27         | 0          | 10          | 0          | 0        | 0     | 0           | 0          | 27       | 0      | 10          | 0          |
| F. C. Montezine | 20         | 0          | 4           | 0          | 0        | 0     | 0           | 0          | 20       | 0      | 4           | 0          |
| R. Olive        | 17         | 0          | 5           | 1          | 1        | 0     | 0           | 0          | 18       | 0      | 5           | 1          |
| R. Pasino       | 22         | 1          | 3           | 0          | 1        | 0     | 0           | 0          | 23       | 1      | 3           | 0          |
| M. Perović      | 15         | 3          | 3           | 0          | 0        | 0     | 0           | 0          | 15       | 3      | 3           | 0          |
| R. Pianese      | 1          | 0          | 0           | 0          | 0        | 0     | 0           | 0          | 1        | 0      | 0           | 0          |
| D. Portanova    | 31         | 0          | 7           | 0          | 1        | 0     | 0           | 0          | 32       | 0      | 7           | 0          |
| M. Quadrini     | 3          | 0          | 0           | 0          | 0        | 0     | 0           | 0          | 3        | 0      | 0           | 0          |
| G. Savoldi      | 13         | 2          | 1           | 1          | 1        | 0     | 0           | 0          | 14       | 2      | 1           | 1          |
| D. Sesa         | 22         | 0          | 2           | 0          | 0        | 0     | 0           | 0          | 22       | 0      | 2           | 0          |
| S. Sogliano     | 6          | 0          | 3           | 0          | 1        | 0     | 0           | 0          | 7        | 0      | 3           | 0          |
| R. Sorriso      | 1          | 0          | 0           | 0          | 0        | 0     | 0           | 0          | 1        | 0      | 0           | 0          |
| V. Tosto        | 38         | 5          | 5           | 0          | 1        | 0     | 0           | 0          | 39       | 5      | 5           | 0          |
| J. L. Vidigal   | 28         | 0          | 7           | 0          | 1        | 0     | 0           | 0          | 29       | 0      | 7           | 0          |
| M. Vieri        | 29         | 5          | 0           | 0          | 0        | 0     | 0           | 0          | 29       | 5      | 0           | 0          |
| S. Vitagliano   | 1          | 0          | 0           | 0          | 0        | 0     | 0           | 0          | 1        | 0      | 0           | 0          |
| M. Zamboni      | 37         | 3          | 4           | 1          | 0        | 0     | 0           | 0          | 37       | 3      | 4           | 1          |
| N. Zanini       | 36         | 5          | 4           | 0          | 1        | 0     | 0           | 0          | 37       | 5      | 4           | 0          |